# Communauté de communes de la Vallée de la Bièvre
Die Communauté de communes de la Vallée de la Bièvre war ein französischer Gemeindeverband mit der Rechtsform einer Communauté de communes im Département Moselle in der Region Grand Est. Sie wurde am 24. Dezember 1997 gegründet und umfasste elf Gemeinden. Der Verwaltungssitz befand sich im Ort Troisfontaines.

## Historische Entwicklung
Mit Wirkung vom 1. Januar 2017 fusionierte der Gemeindeverband mit 
- Communauté de communes Sarrebourg Moselle Sud (vor 2017),
- Communauté de communes des Deux Sarres,
- Communauté de communes du Pays des Étangs sowie
- Communauté de communes de l’Étang du Stock

und bildete so die Nachfolgeorganisation Communauté de communes Sarrebourg Moselle Sud. Trotz der Namensgleichheit handelt es sich um eine Neugründung mit anderer Rechtspersönlichkeit.

## Ehemalige Mitgliedsgemeinden
1. Brouderdorff
2. Harreberg
3. Hartzviller
4. Hesse
5. Hommert
6. Niderviller
7. Plaine-de-Walsch
8. Schneckenbusch
9. Troisfontaines
10. Walscheid
11. Xouaxange